# Ancarano
Ancarano est une commune de la province de Teramo dans les Abruzzes en Italie.

## Administration
| Période                                  | Période         | Identité             | Étiquette                      | Qualité     |
| ---------------------------------------- | --------------- | -------------------- | ------------------------------ | ----------- |
| 6 juin 1993                              | 27 avril 1997   | Emiliano Scarpantoni | Liste civique                  |             |
| 28 avril 1997                            | 13 mai 2001     | Antonio Viola        | Liste civique de gauche        |             |
| 14 mai 2001                              | 23 février 2009 | Emiliano Di Matteo   | Liste civique (Civica Ancaria) |             |
| 24 février 2009                          | 7 juin 2009     | Alfonso Del Cane     | Liste civique (Civica Ancaria) | Vicesindaco |
| 8 juin 2009                              | En cours        | Angelo Panichi       | Liste civique (Civica Ancaria) |             |
| Les données manquantes sont à compléter. |                 |                      |                                |             |

### Hameaux
Casette, Madonna della Carità. 

### Communes limitrophes
Ascoli Piceno (AP), Colli del Tronto (AP), Controguerra, Sant'Egidio alla Vibrata, Spinetoli (AP), Torano Nuovo.